# Список переможців 2016 року у чарті M Countdown
M Countdown – це музичне шоу, яке дає змогу південнокорейським виконавцям просувати свої альбоми та сингли на телебаченні. Дана телепрограма має власний чарт і кожного тижня, у фіналі шоу, опираючись на власну систему оцінювання, визначається переможець.
У 2016 році 36 композиції зайняли перше місце у чарті та 27 виконавців отримали переможні трофеї. Шість композицій отримали потрійну корону, кожна з цих композицій три тижні займала перше місце: «Daddy» виконавця Psy, «Dumb & Dumber» бой-бенду iKon, «Rough», «Navillera» жіночого гурту «GFriend», «Cheer Up» жіночого гурту Twice та «Monster» бой-бенду Exo. Найбільшу кількість балів за весь рік отримали Exo 23 червня з композицією «Monster».

## Список переможців чарту
|   | Потрійна корона     |
|   | Найвищий бал за рік |
| — | Шоу не проводилося  |

| Епізод | Дата         | Артист                                                  | Композиція                                              | Бали                                                    | Примітки      |
| ------ | ------------ | ------------------------------------------------------- | ------------------------------------------------------- | ------------------------------------------------------- | ------------- |
| 455    | 7 січня      | Psy                                                     | «Daddy»                                                 | 8,433                                                   | [ 1 ]         |
| 456    | 14 січня     | iKon                                                    | «Dumb & Dumber»                                         | 10,175                                                  | [ 2 ]         |
| 457    | 21 січня     | iKon                                                    | «Dumb & Dumber»                                         | 9,499                                                   | [ 3 ]         |
| 458    | 28 січня     | iKon                                                    | «Dumb & Dumber»                                         | 8,930                                                   | [ 4 ]         |
| 459    | 4 лютого     | GFriend                                                 | «Rough»                                                 | 9,424                                                   | [ 5 ]         |
| 460    | 11 лютого    | GFriend                                                 | «Rough»                                                 | N/A                                                     | [ 6 ]         |
| 461    | 18 лютого    | GFriend                                                 | «Rough»                                                 | 8,959                                                   | [ 7 ]         |
| 462    | 25 лютого    | Winner                                                  | «Sentimental»                                           | 9,895                                                   | [ 8 ]         |
| 463    | 3 березня    | Темін                                                   | «Press Your Number»                                     | 7,771                                                   | [ 9 ]         |
| 464    | 10 березня   | Mamamoo                                                 | «You're the Best»                                       | 9,528                                                   | [ 10 ]        |
| 465    | 17 березня   | Лі Хай                                                  | «Breathe»                                               | 8,210                                                   | [ 11 ]        |
| 466    | 24 березня   | Red Velvet                                              | «One of These Nights»                                   | 7,922                                                   | [ 12 ]        |
| 467    | 31 березня   | Got7                                                    | «Fly»                                                   | 7,032                                                   | [ 13 ]        |
| 468    | 7 квітня     | BtoB                                                    | «Remember That»                                         | 7,140                                                   | [ 14 ]        |
| 469    | 14 квітня    | CNBlue                                                  | «You're So Fine»                                        | N/A                                                     | [ 15 ]        |
| 470    | 21 квітня    | Block B                                                 | «Toy»                                                   | 9,092                                                   | [ 16 ]        |
| 471    | 28 квітня    | Чон Хьо Рім                                             | «Hopefully Sky»                                         | 8,614                                                   | [ 17 ]        |
| 472    | 5 травня     | Twice                                                   | «Cheer Up»                                              | 10,264                                                  | [ 18 ]        |
| 473    | 12 травня    | BTS                                                     | «Fire»                                                  | 7,692                                                   | [ 19 ]        |
| 474    | 19 травня    | Twice                                                   | «Cheer Up»                                              | 9,205                                                   | [ 20 ]        |
| 475    | 26 травня    | Twice                                                   | «Cheer Up»                                              | 9,095                                                   | [ 21 ]        |
| 476    | 2 червня     | Бек А Йон                                               | «So-So»                                                 | N/A                                                     | [ 22 ]        |
| 477    | 9 червня     | Бек А Йон                                               | «So-So»                                                 | 7,084                                                   | [ 23 ]        |
| 478    | 14 червня    | KCON France Спеціальний епізод, переможців не оголосили | KCON France Спеціальний епізод, переможців не оголосили | KCON France Спеціальний епізод, переможців не оголосили | [ 24 ]        |
| 479    | 16 червня    | Exo                                                     | «Monster»                                               | 9,877                                                   | [ 25 ]        |
| 480    | 23 червня    | Exo                                                     | «Monster»                                               | 10,849                                                  | [ 26 ]        |
| 481    | 30 червня    | Exo                                                     | «Monster»                                               | N/A                                                     | [ 27 ]        |
| 482    | 7 липня      | Sistar                                                  | «I Like That»                                           | 9,519                                                   | [ 28 ]        |
| 483    | 14 липня     | Wonder Girls                                            | «Why So Lonely»                                         | 8,250                                                   | [ 29 ]        |
| 484    | 21 липня     | GFriend                                                 | «Navillera»                                             | 9,154                                                   | [ 30 ]        |
| 485    | 28 липня     | GFriend                                                 | «Navillera»                                             | 9,406                                                   | [ 31 ]        |
| 486    | 4 серпня     | GFriend                                                 | «Navillera»                                             | N/A                                                     | [ 32 ]        |
| 487    | 9 серпня     | KCON LA Спеціальний епізод, переможців не оголосили     | KCON LA Спеціальний епізод, переможців не оголосили     | KCON LA Спеціальний епізод, переможців не оголосили     | [ 33 ]        |
| 488    | 11 серпня    | Хьон А                                                  | «How's This?»                                           | 8,403                                                   | [ 34 ]        |
| 489    | 18 серпня    | I.O.I                                                   | «Whatta Man»                                            | 8,158                                                   | [ 35 ]        |
| 490    | 25 серпня    | Exo                                                     | «Lotto»                                                 | 8,310                                                   | [ 36 ]        |
| 491    | 1 вересня    | Exo                                                     | «Lotto»                                                 | 8,150                                                   | [ 37 ]        |
| 492    | 8 вересня    | Blackpink                                               | «Whistle»                                               | 7,330                                                   | [ 38 ]        |
| —      | 15 вересня   | Red Velvet                                              | «Russian Roulette»                                      | N/A                                                     | [ 39 ] [ 40 ] |
| 493    | 22 вересня   | Red Velvet                                              | «Russian Roulette»                                      | 9,576                                                   | [ 39 ] [ 40 ] |
| 494    | 29 вересня   | Infinite                                                | «The Eye»                                               | 7,714                                                   | [ 41 ]        |
| 495    | 6 жовтня     | Got7                                                    | «Hard Carry»                                            | 7,994                                                   | [ 42 ]        |
| 496    | 13 жовтня    | SHINee                                                  | «1 of 1»                                                | 10,023                                                  | [ 43 ]        |
| 497    | 20 жовтня    | BTS                                                     | «Blood Sweat & Tears»                                   | 9,852                                                   | [ 44 ]        |
| 498    | 27 жовтня    | I.O.I                                                   | «Very Very Very»                                        | N/A                                                     | [ 45 ]        |
| 499    | 3 листопада  | Twice                                                   | «TT»                                                    | 10,511                                                  | [ 46 ]        |
| 500    | 10 листопада | Twice                                                   | «TT»                                                    | 8,362                                                   | [ 47 ]        |
| 501    | 17 листопада | MAMA Спеціальний епізод, переможців не оголосили        | MAMA Спеціальний епізод, переможців не оголосили        | MAMA Спеціальний епізод, переможців не оголосили        | [ 48 ]        |
| 502    | 24 листопада | MAMA Спеціальний епізод, переможців не оголосили        | MAMA Спеціальний епізод, переможців не оголосили        | MAMA Спеціальний епізод, переможців не оголосили        | [ 48 ]        |
| —      | 1 грудня     | MAMA Спеціальний епізод, переможців не оголосили        | MAMA Спеціальний епізод, переможців не оголосили        | MAMA Спеціальний епізод, переможців не оголосили        | [ 48 ]        |
| —      | 8 грудня     | MAMA Спеціальний епізод, переможців не оголосили        | MAMA Спеціальний епізод, переможців не оголосили        | MAMA Спеціальний епізод, переможців не оголосили        | [ 48 ]        |
| 503    | 15 грудня    | Seventeen                                               | «Boom Boom»                                             | 6,834                                                   | [ 49 ]        |
| 504    | 22 грудня    | Big Bang                                                | «Fxxk It»                                               | 8,535                                                   | [ 50 ]        |
| —      | 29 грудня    | No. 1 Спеціальний епізод, переможців не оголосили       | No. 1 Спеціальний епізод, переможців не оголосили       | No. 1 Спеціальний епізод, переможців не оголосили       | [ 51 ]        |